# Паллотти, Викентий
Вике́нтий Палло́тти (также Винцент или Винченцо; итал. Vincenzo Pallotti); 21 апреля 1795[…], Рим — 22 января 1850[…], Рим) — католический святой, основатель конгрегации паллотинов.

## Биография
Викентий Паллотти родился в Риме в знатной семье. Получил хорошее образование, в 1820 году он был рукоположён в священники и продолжил образование в области богословия, получив по окончании занятий звание профессора теологии. С 1834 года Палотти занимал пост ректора церкви Санто-Спирито-деи-Наполетани.
Однако он полагал, что его истинное призвание лежит в области помощи нуждающимся и миссии среди малообеспеченных слоёв населения. Вместе с несколькими единомышленниками он начал деятельность по проповеди Евангелия и помощи людям в самых неблагополучных районах Рима.
В 1835 году он основал Общество католического апостольства, а в 1848 году женскую ветвь конгрегации. В качестве трёх задач новых обществ Викентий Паллотти поставил: обращение неверующих, оживление духовной жизни и благотворительность в адрес малоимущих. К работе под эгидой Обществ кроме священников и монахов активно привлекались и миряне. После смерти Викентия Палотти, основанные им конгрегации стали известны по имени основателя, как паллоттинов и паллоттинок.
Викентий Палотти скончался 22 января 1850 года. Мощи святого хранятся в саркофаге в римской церкви Сан-Сальваторе-ин-Онда.

## Почитание
Викентий Палотти был беатифицирован 22 января 1950 года Пием XII, а канонизирован 20 января 1963 года папой Иоанном XXIII.
День памяти — 22 января.